# Franz Joseph Bob
Franz Joseph Bob (* 31. Oktober 1733 in Dauchingen; † 19. Februar 1802 in Freiburg im Breisgau) war ein vorderösterreichischer Kameralist und Philologe und gilt als erster Professor auf einem wirtschaftswissenschaftlichen Lehrstuhl an der Universität Freiburg.
1768 verfasste er eine eigene Grammatik und Anleitung zur Rechtschreibung der oberdeutschen Schreibsprache, die sich jedoch nicht durchsetzen konnte, da sich schon kurz darauf die Gottsched’sche Variante des Neuhochdeutschen im ganzen deutschsprachigen Raum als Standardnorm durchsetzte.
1768 wurde er im damals noch habsburgischen Freiburg im Breisgau zum Professor für Kameral- und Polizeiwissenschaft sowie die weltliche Beredsamkeit berufen, einer Wissenschaft die in der Zeit des Absolutismus herausarbeitete, wie im Sinne der Aufklärung ein Staat ordnungsgemäß und möglichst effizient zu führen sei. Gleichzeitig wurde dabei die Elite der Hofbeamten ausgebildet.
Neben diesen mit der heutigen Volkswirtschaft vergleichbaren Studien, beschäftigte sich Bob mit der Normierung der deutschen Sprache und verfasste 1771 in seinem Werk Die nöthigsten Grundsätze der deutschen Sprachkunst eine eigene Grammatik. Dabei gehörte er zu den mehrheitlich katholischen Gelehrten im süddeutsch-österreichischen Raum, die versuchten die Oberdeutsche Schreibsprache zur allgemeinen Norm zu erheben, oder zumindest einen Großteil der linguistischen Besonderheiten dieser Schriftnorm in ein neues überregionales Standarddeutsch aufzunehmen. 1773 wurde im Zuge einer Bildungsreform auf seine Initiative hin die erste Normalschule in Freiburg gegründet, für die er 1778 Auszüge aus seiner Grammatik anfertigte, die dann als Lehrmaterial für den Unterricht dienten.
Er zog sich 1786 aus der Universität zurück; als sein Nachfolger wurde aus Wien Johann Alphons de Lugo geschickt. Er arbeitete noch an einem orthographischen Wörterbuch, das 1802 herausgegeben wurde. In demselben Jahr starb Franz Joseph Bob. Das Ende des habsburgischen Vorderösterreich 1805 im Zuge der napoleonischen Kriege führte auch zu einem Ende der süddeutsch-österreichischen Amtssprache in der Verwaltung und Bildung; stattdessen setzte sich das „protestantische“ Neuhochdeutsch durch. Somit blieb Bobs philologisches Werk ohne langfristige Auswirkung für die Sprachgeschichte.
Für die Geschichte der Kameralwissenschaft und deren Nachfolgerin, die Volkswirtschaft, von Bedeutung ist allerdings sein 1779 erschienenes Werk Von dem Systeme der Polizeywissenschaft und dem Erkenntnisgrundsatz der Staatsklugheit und ihrer Zweige, worin er sich programmatisch zu seinem Fach äußert und die Sichtweise seiner Zeit zusammenfasst.
Bob war als Aufklärer Gründungsmitglied und Erster Sekretär der Freiburger Freimaurerloge Zur edlen Aussicht.

## Bobbele
Manche Quellen behaupten, dass der Kosename „Bobbele“ für die Freiburger auf Franz Joseph Bob zurückgeht. In einem zeitgenössischen Spottgedicht sollen die Erstklässler der neu errichteten Normalschule so bezeichnet worden sein, was von der Landbevölkerung, deren Schüler in die Stadt pendelten, bald auf alle Bewohner der Stadt übertragen wurde.